# Jacek Cieszewski
Jacek Cieszewski (ur. 12 stycznia 1933 w Katowicach, zm. 22 lutego 2016 tamże) – polski dziennikarz i publicysta, działacz NSZZ „Solidarność”.

## Życiorys
Był absolwentem katowickiego Liceum Sztuk Plastycznych przy ul. Stawowej (1952) oraz Wyższej Szkoły Ekonomicznej w Katowicach (1965). Swoją przygodę z dziennikarstwem zaczynał jeszcze jako licealista. Był redaktorem czasopism „Sport” (1950–1952), „Panorama” (1954–1957) oraz „Trybuna Robotnicza” (1958–1968). W latach 1968–1970 porzucił dziennikarstwo i zatrudnił się jako marynarz na statkach Polskiej Żeglugi Morskiej. Do zawodu powrócił w 1971 roku, kiedy został zastępcą redaktora naczelnego tygodnika „Panorama”. W latach 1959–1961 oraz 1964–1982 był członkiem PZPR, pełniąc m.in. funkcję sekretarza Podstawowej Organizacji Partyjnej w redakcji „Panoramy”.
W styczniu 1982 roku został zwolniony z pracy w wyniku weryfikacji dziennikarzy; jednocześnie pozbawiono go możliwości pracy w zawodzie. W latach 1985–1987 był zatrudniony na pół etatu w Ośrodku Postępu Technicznego. W 1983 roku związał się z opozycją antykomunistyczną, współpracując z Archiwum Solidarności pod pseudonimem „Jerzy Fajerant”. W tych latach ukazały się w drugim obiegu dwie jego publikacje na temat strajków w KWK Ziemowit pt. „Co powiedzą nasze dzieci” (1986) oraz w KWK „Wujek” pt. „Użyto broni” (1988).
W 1990 roku powrócił do pracy dziennikarskiej jako redaktor naczelny „Trybuny Śląskiej” (1990–1992), a następnie tyskiego tygodnika „Echo” (1992–1994) oraz redaktor miesięcznika „Gospodarka Śląska”, w którym pracował od 1995 roku do przejścia na emeryturę w 1998 roku. Na początku lat 90. XX wieku współtworzył również katowicki oddział „Gazety Wyborczej”. Był członkiem Stowarzyszenia Dziennikarzy Polskich, w którego władzach zasiadał w latach 1990–2000.

## Publikacje książkowe
- Sprawa pana X i inne (Wydawnictwo Śląsk, 1967) wraz ze Stanisławem Sokołowskim,
- Smak morza (Wydawnictwo Iskry, 1972),
- Co powiedzą nasze dzieci? (Wydawnictwo Most, 1986),
- Użyto broni (Biblioteka Obserwatora Wojennego, 1988),
- Przepychanka (NOWa), 1989),
- Uparci z Piasta (2001).